# Letlands historiske landsdele
Letlands historiske landsdele (lettisk: Latviešu vēsturiskās zemes) eller tidligere kulturelle regioner i Letland (lettisk: Latvijas kultūrvēsturiskie novadi) er flere områder i Letland der formelt eranerkendt som adskilt fra resten af landet. Mens nogle af disse regioner ses udelukkende som kulturelt adskilte, har andre historisk set været dele af forskellige lande og er blevet brugt til at opdele landet til administrative og andre formål. Letlands forfatning anerkender fire adskilte regioner: Kurzeme, Zemgale, Latgale og Vidzeme.
Den 16. juni 2021 vedtog Saeima den Historiske Lettiske Landslov som har til formål at skabe de nødvendige forudsætninger for at styrke befolkningens fælles identitet, bevarelse og bæredygtig udvikling af det kulturelle og historiske miljø og kulturelle rum i de historiske lettiske lande. Loven placerer sogne og byer i Letland i en af de fem historiske lettiske regioner: Vidzeme, Latgale, Kurzeme, Zemgale og Sēlija. Hovedstaden Riga, en baltisk metropol, er en historisk del af Vidzeme, og den særlige identitet og særlige kendetegn ved det kulturelle og historiske miljø i Riga bør støttes og fremmes.

## Historiske lettiske lande
1. Kurland (lettisk: Kurzeme, Livonian: Kurāmō), den vestligste del af Letland, bestående af byerne Liepāja og Ventspils og kommunerne Kuldīga, Saldus, South Kurzeme, Talsi og Ventspils. Traditionelt Kurland omfatter også omegn af Klaipėda County og Telšiai County i den nordvestlige del af Litauen.
2. Semigallia (lettisk: Zemgale) er den centrale del af Letland. Zemgale er afgrænset af Kurzeme i vest, Riga-bugten, Daugava- floden og Vidzeme i nord, Selonia i øst og den litauiske grænse i syd. Den består af byen Jelgava og kommunerne Ķekava, Bauska, Dobele, Jelgava og Tukums. Traditionelle Semigalia omfatter også den nordlige del af Šiauliai County i Litauen.
3. Selonia (lettisk: Sēlija, Augšzeme) betragtes ofte som en del af Semigalia. Selonia omfatter den østlige del af 1939-provinsen Semigallia, hvilket omtrent svarer til dele af de tidligere distrikter Aizkraukle, Daugavpils og Jēkabpils syd for Daugava-floden. Det traditionelle Selonia omfatter også en del af det nordøstlige Litauen, og er opkaldt efter selonerne.
4. Vidzeme (livisk: Vidūmō), der betyder "Mellemlandet", er også kendt som Livland, selvom det kun omfatter den lettiske del af svenske Livland og byen Riga. Det svarer nogenlunde til de tidligere distrikter Alūksne, Cēsis, Gulbene, Limbaži, Madona, Valka, Valmiera og dele af Aizkraukle, Ogre og Riga distrikterne nord for Daugava-floden.
5. Latgallia (lettisk: Latgale, Latgalian: Latgola), den del af Livland, der stadig var i hænderne på den polsk-litauiske realunion efter Altmark-traktaten i 1629, (blev dengang kaldt Polsk Livland eller Inflanty Voivodeship). Det svarer nogenlunde til Balvi, Krāslava, Ludza, Preiļi, Rēzekne distrikter og dele af Daugavpils og Jēkabpils distrikter nord for Daugava floden.

I nogle sammenhænge er Kurzeme, Sēlija og Zemgale kombineret til én region. Dette afspejler den politiske opdeling af Letland mellem 1629 og 1917, da Kurzeme og Zemgale var sammen, først som hertugdømmet Courland og Semigalia, derefter som Kurland guvernement i det russiske imperium, mens Vidzeme og Latgale som dele af hertugdømmet Livland var politisk adskilt, både fra Kurland og fra hinanden siden det 17. århundrede.
Fra dette perspektiv er der tre regioner: Kurzeme (inklusive Zemgale og Sēlija), Vidzeme og Latgale. En sådan opdeling er ikke længere almindeligt brugt, men den kan ses i Letlands våbenskjold og Frihedsmonumentet i Riga, som begge indeholder tre stjerner: for Kurzeme, Vidzeme og Latgale, som blev forenet i Letland i 1918.
- Administrativ inddeling af Letland